# Rusko-bizantinska vojna (907)
Rusko-bizantinsko vojno leta 907 Primarna kronika povezuje z imenom Olega Novgorodskega. Kronika namiguje, da je bilo obleganje Konstantinopla (Cargrad) najuspešnejša vojaška operacija Kijevske Rusije proti Bizantinskemu cesarstvu. Paradoksalno je, da grški viri obleganja sploh ne omenjajo. 

## Primarna kronika
Primarna kronika zelo podrobno opisuje napad leta 907. Zdi se, da se je spomin na pohod ustno prenašal med več generacijami Rusov, kar je morda razlog za obilico barvitih podrobnosti, ki spadajo v folkloro in ne v zgodovino. 
Povedali so nam, da so bizantinski odposlanci sprva poskušali zastrupiti Olega, preden se je lahko približal Carigradu. Vodja Rusov, znan po svojih preroških močeh, ni hotel piti iz zastrupljene čaše. Ko je njegovo ladjevje priplulo do Konstantinopla, je ugotovil, da so mestna vrata zaprta, vstop v Bospor pa zaprt z železnimi verigami.
Na tej točki se je Oleg zatekel k zvijači. Rusi so okoli 200 čolnov izvlekli na kopno, jih opremili s kolesi in spremenili v vozila. S temi vozili so se pripeljali na vrata cesarske prestolnice.
Grožnjo Konstantinoplu so odpravila mirovna pogajanja in sporazum sklenjen leta 907. Bizantinci so v skladu s sporazumom za vsak ruski čoln plačali davek dvanajstih griven. 

## Tolmačenja
Da Olegov pohod ni izmišljen dogodek, dokazuje  verodostojno besedilo mirovnega sporazuma, vključeno v Primarno kroniko. Molk v grških virih sedanja stroka razlaga z netočno kronologijo Primarne kronike. Nekateri zgodovinarji domnevajo, da se je napad zgodil leta 904, ko so bili Bizantinci v vojni z Leonom Tripolskim. Boris Ribakov in Lev Gumilev sta predlagala še bolj verjetno razlago: opis pohoda se v resnici nanaša na rusko-bizantinsko vojno leta 860, ki je v slovanskih virih napačno opisana kot neuspeh Kijeva. 
Odnosi med Rusijo in Bizancem so bili kljub ponavljajočim se vojaškim spopadom večinoma miroljubni. O prvem pokristjanjenju Rusov je poročal patriarh Fotij v 860. letih. V enem od svojih pisem je patriarh Nikolaj I. Mistik grozil, da bo sprožil invazijo Rusov na Bolgarijo, iz česar zgodovinarji sklepajo, da so Bizantinci morda manipulirali z Rusi Olegovega časa za lastne politične cilje. 
V 10. stoletju so se znatni kontingenti Rusov pridružili cesarstvu in sodelovali v bizantinskih pomorskih ekspedicijah.  Eskadra 700 ruskih plačancev je sodelovala pri pohodu na Kreto leta 902. Enota 415 Varjagov je bila vključena v pohod na Italijo leta 936. Trinajst let kasneje je 629 ruskih vojakov na devetih ladjah sodelovalo pri napadu Bizantincev na Kretski emirat.

## Vira
- Andrej Nikolajevič Saharov. Дипломатия древней Руси: IX – первая половина X в. Moskva, 1980.
- Analysis of Nestor's account of the expedition na www.textology.ru.